# Staffansbo, Boxholms kommun
Staffansbo var en medeltida gård i Åsbo socken, Boxholms kommun och den bestod av 1/2 hemman. Gården tillhörde Dörhults rote.
På Staffansbo fanns under 1800-talet ett tegelbruk och en skola. På ägorna finns en stenvalvsbro som är 4 meter bred och 2 meter hög. Den går över Åsboån. Bron är byggd av tuktade gråstenar och är från nyare medeltiden.
Två stycken älvkvarnar har funnits på området, från stenåldern eller bronsåldern.

## Ägare av gården
| Period    | Namn                          | Levnadstid |
| --------- | ----------------------------- | ---------- |
| 1858-1863 | Jonas Persson                 | 1796-      |
| -1933     | Johan August Edvard Andersson | -1933      |

## Torp och backstugor

### Udden
- Lunorp

## Staffansbo skola
Staffansbo grundades under 1860-talet. Den lades ner 1947. Vid nedläggningen gick 12 elever på skolan. De var fördelade på tre klasser.
| Period    | Namn                                         | Levnadstid |
| --------- | -------------------------------------------- | ---------- |
| 1862-1878 | Johan Peter Petersson                        | 1823-1904  |
| 1881-1904 | Anna Bergström                               | 1849-1904  |
| 1904-1911 | Richard Valentin Hilarius Fjelstad (Jansson) | 1881-1958  |
| 1911-1915 | Ernst Rudolf Rosengren                       | 1877-1924  |
| 1915-1942 | Hedvig Dorotea Schvartz                      | 1888-1967  |